# آرشي روبرتسون
آرشي روبرتسون (بالإنجليزية: Archie Robertson)‏ (15 سبتمبر 1929 في المملكة المتحدة - 28 يناير 1978 باسكتلندا في المملكة المتحدة) هو كيميائي ومدرب كرة قدم ولاعب كرة قدم بريطاني في مركزي مهاجم داخلي والهجوم، شارك في كأس العالم 1958. وشارك مع منتخب اسكتلندا لكرة القدم. أما مع النوادي، فقد لعب مع نادي كلايد ونادي كاودينبيث لكرة القدم ورابطة كرة القدم الاسكتلندية الحادية عشر ‏ ونادي غرينوك مورتون.

## وصلات خارجية
- آرشي روبرتسون على موقع الاتحاد الإسكتلندي (الإنجليزية)
- آرشي روبرتسون على موقع قاعدة بيانات كرة القدم.إي يو (الإنجليزية)
- آرشي روبرتسون على موقع ناشيونال فوتبول تيمز (الإنجليزية)
- آرشي روبرتسون على موقع عالم كرة القدم.نت (الإنجليزية)